# Axial Seamount

La posizione dell'Axial Seamonut relativa alla Dorsale di Juan de Fuca.

L'Axial Seamount (chiamato anche Coaxial Seamount) è una montagna e vulcano sottomarino situato nella Dorsale di Juan de Fuca, circa 480 km a ovest della cittadina di Cannon Beach, nello Stato americano dell'Oregon, sulla costa occidentale degli Stati Uniti d'America.

## Descrizione
È alto circa 1100 m, ed è il più giovane vulcano tuttora attivo della catena sottomarina di Cobb-Eickelberg. È posizionato al centro sia di un punto caldo, il punto caldo di Cobb, che di una dorsale oceanica, ha una struttura geologicamente complessa e la sua origine non è ancora ben conosciuta. 
L'Axial Seamount è posizionato su un altopiano basso e lungo, con due grandi zone di frattura che si prolungano per circa 50 km verso nordest e sudovest rispetto al suo centro. È caratterizzato da un'inusuale caldera rettangolare, e i suoi fianchi sono bucherellati da fessure, sorgenti idrotermali, emissioni di lava a corda e crateri di subduzione profondi fino a 100 m. La sua geologia è inoltre resa più complessa dall'intersezione con varie altre montagne sottomarine più piccole che lo circondano. 
L'Axial fu identificato per la prima volta negli anni 1970 attraverso rilevazioni di altimetria satellitare, e fu mappato ed esplorato da sottomarini da esplorazione dei fondali come il Pisces IV e DSV Alvin negli anni 1980. Nel 1992 fu posizionata una serie di sensori, mentre nel 1996 sui fianchi del vulcano venne sistemato il New Millennium Observatory. Il vulcano ricevette un'importante attenzione scientifica in seguito alla rilevazione sismica di un'eruzione sottomarina nel gennaio 1998, che fu la prima eruzione sottomarina rilevata e seguita in situ. Successive indagini mostrano che il vulcano aveva emesso flussi di lava spessi fino 13 m e generato un volume eruttivo compreso tra 18.000 e 76.000 km³.
Altre eruzioni si sono succedute nell'aprile 2011 e nel 2015.

## Situazione tettonica

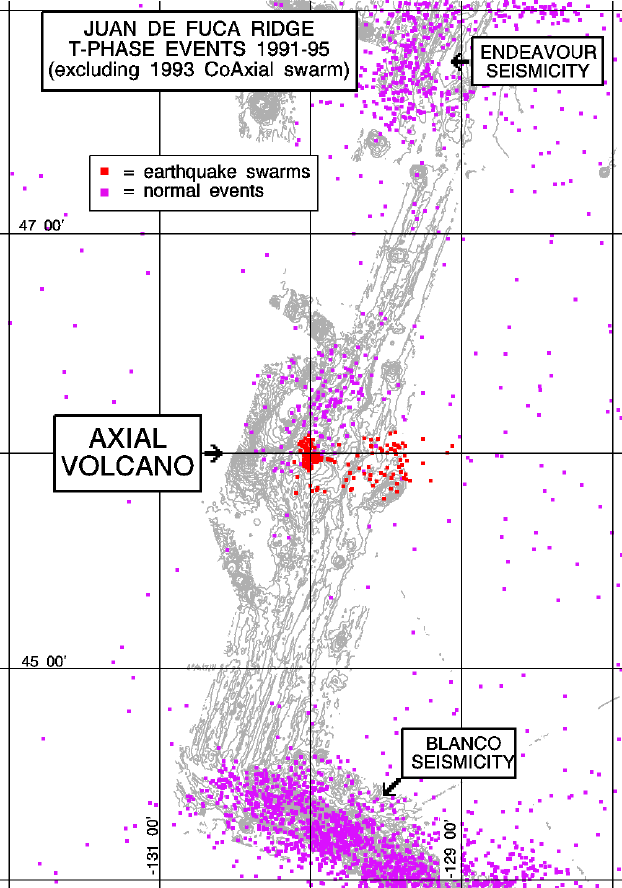
Distribuzione delle scosse sismiche nella zona dell'Axial.

L'Axial Seamount è il più giovane vulcano tuttora attivo della catena sottomarina di Cobb-Eickelberg, una catena di montagne sottomarine che termina a sud dell'Alaska. L'Axial è situato nel punto in cui la catena interseca la dorsale di Juan de Fuca, circa 400 km a ovest dell'Oregon. 
Deriva dall'attività del punto caldo di Cobb, ma ora si trova su un centro di espansione oceanica tra la placca di Juan de Fuca e la placca nordamericana, controbilanciato dalla zona di faglia di Blanco a sud e dalla tripla giunzione di dorsali oceaniche a nord.
La sua posizione non è ancora esattamente determinata. Si ritiene che la catena, formata nel corso di milioni di anni dall'attualmente inattivo punto caldo di Cobb, sia più antica della dorsale oceanica che interseca. Tra 200.000 e 700.000 anni fa, il punto caldo subì la spinta derivante dall'espansione del fondale oceanico, che lo spostò di 20 km e diede luogo alla formazione della dorsale di Juan de Fuca, lunga 500 km. 
Sono state identificati almeno sette centri di espansione, e le misurazioni della placca effettuate in vicinanza dell'Axial mostrano che la dorsale si sta allontanando a una velocità di 6 cm all'anno, producendo un complesso sistema di bacini oceanici e dorsali. Tuttavia alcuni studiosi mettono in dubbio questa teoria, facendo notare che l'alta densità delle montagne che si sovrappongono nella catena è incompatibile con tale origine, poiché un punto caldo tenderebbe a formare una catena ben organizzata e ampiamente spaziata. Anche se l'esatta natura dell'Axial Seamount rimane ancora sconosciuta, la sua complessa origine lo rende uno degli aspetti geologicamente più interessanti dell'Oceano Pacifico settentrionale.